# Lambeth (borgo di Londra)
Lambeth è un borgo londinese nella parte centro-sud-occidentale della città, di fronte a Westminster, e fa parte della Londra interna.
Venne costituito nel 1965 dall'area del Borgo metropolitano di Lambeth e parte di quello di Wandsworth, con Clapham e Streatham.
La Lambeth originaria, quasi perfettamente corrispondente al vecchio borgo metropolitano, ne è una parte, sviluppatasi fin dal Medioevo sulla riva sud del Tamigi in un’area poi demograficamente esplosa nell’Ottocento grazie alla stazione ferroviaria di Waterloo che vi venne costruita.

## Storia
Lambeth è stata citata per la prima volta con il suo antico nome - Lanchei - in un libro del 1086. Fu sempre storicamente una parrocchia della diocesi di Winchester, nella centena di Brixton del Surrey. In seguito è stata la residenza dell'arcivescovo Canterbury (XIII secolo).
I legami con Londra iniziarono solo nel 1829 quando la località fu inclusa nella giurisdizione della neonata Scotland Yard. Solo nel 1889 con la creazione della Contea di Londra vennero rescissi i vecchi legami amministrativi e Lambeth entrò a far parte integralmente della capitale britannica.

## Monumenti e luoghi d'interesse
- Ospedale St Thomas
- Teatro Royal National Theatre
- Royal Festival Hall, aperta il 3 maggio 1951, dove si organizza il Meltdown Festival
- Stazione di Waterloo
- London Eye (occhio di Londra), conosciuta anche con il nome di Millennium Wheel, è una ruota panoramica costruita nel 1999 e successivamente aperta al pubblico nel marzo 2000.